# 장도 (여수시)

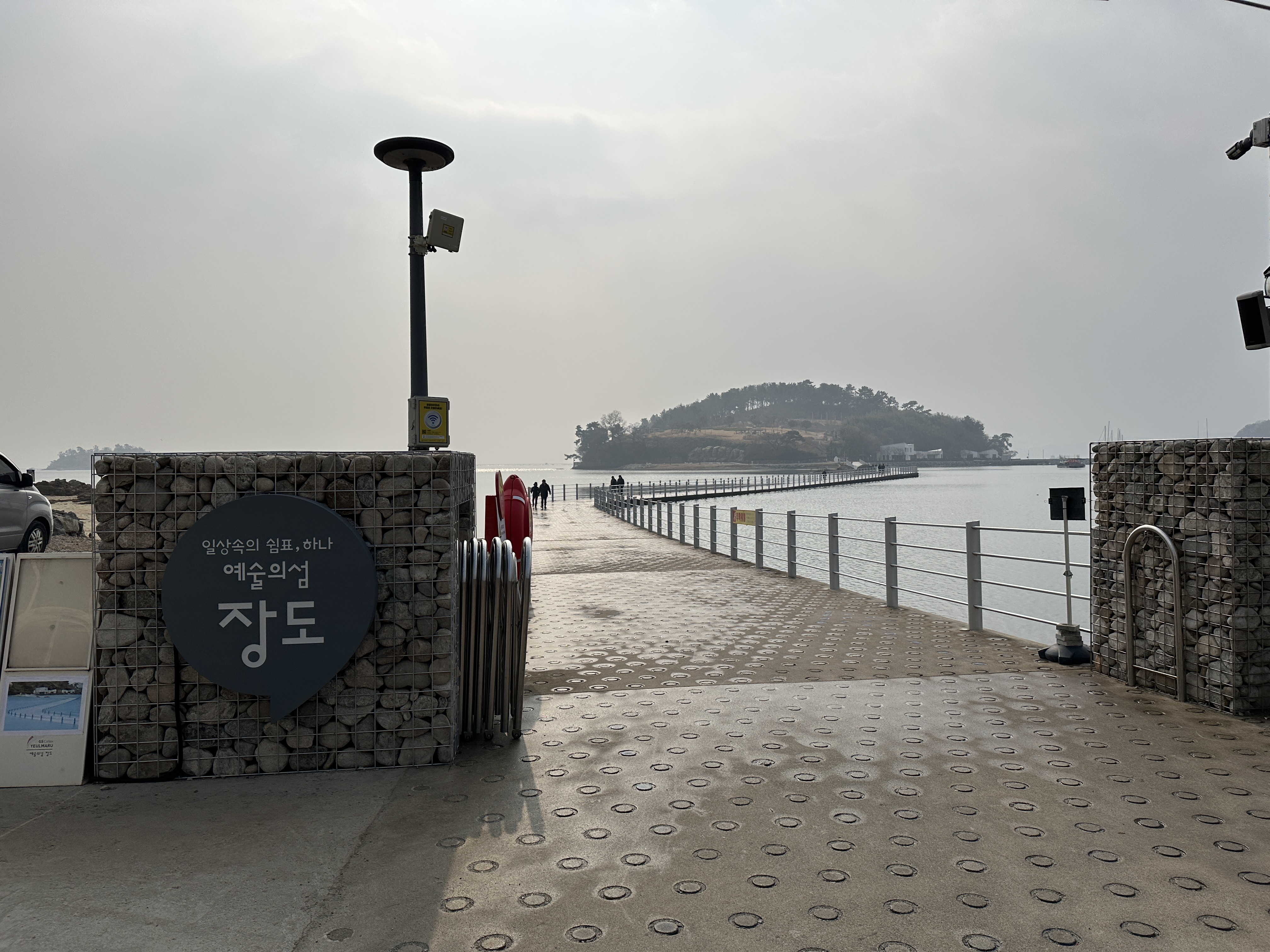
진섬다리 입구에서 바라본 섬 (2025년)

장도 또는 진섬은 대한민국 전라남도 여수시 웅천동에 소재한 섬이다. 섬 전체가 공원으로 관리되고 있어 여수장도근린공원이라는 이름으로 불린다.
섬에 있는 공원은 2006년경 예술가를 위한 장소로 구상되었다. 공사는 2009년에 시작되었다. 공원은 2019년 5월에 개장했다. 공원에는 전시장, 아트 카페, 상주 예술가를 위한 스튜디오, 산책로 등 여러 시설이 있다.
공원은 매일 오전 6시부터 오후 10시까지 개장한다. 특히 본토에서 섬까지 이어지는 보행자 다리인 진섬다리가 있는데, 하루에 두 번, 만조 때 물에 잠기도록 의도적으로 설계되었다. 이로 인해 공원에 접근할 수 있는 시간이 제한될 수 있다.